# Trachelidae
Trachelidae es una familia de arañas del orden Araneae.

## Géneros
- Afroceto Lyle & Haddad, 2010
- Capobula Haddad, Jin, Platnick & Booysen, 2021
- Cetonana Strand, 1929
- Fuchiba Haddad & Lyle, 2008
- Fuchibotulus Haddad & Lyle, 2008
- Jocquestus Lyle & Haddad, 2018
- Meriola Banks, 1895
- Metatrachelas Bosselaers & Bosmans, 2010
- Orthobula Simon, 1897
- Paccius Simon, 1898
- Paraceto Jin, Yin & Zhang, 2017
- Paratrachelas Kovblyuk & Nadolny, 2009
- Patelloceto Lyle & Haddad, 2010
- Planochelas Lyle & Haddad, 2009
- Poachelas Haddad & Lyle, 2008
- Spinotrachelas Haddad, 2006
- Thysanina Simon, 1910
- Trachelas L. Koch, 1872
- Trachelopachys Simon, 1897
- Utivarachna Kishida, 1940